# مارونوغيري
مارونوغيري (بالإنجليزية: Marunogere)‏ الرب الميلانيزي الذي خلق الإناث. علم البابوان كيف يصنعون بيوت السكن الكبيرة.